# 大森恵子
大森 恵子 (おおもり けいこ) は、日本の環境官僚。環境省初の女性局長。

## 人物
1990年京都大学経済学部卒業後、環境庁入庁。
環境庁大気保全局、オランダエネルギー環境技術研究所短期留学、資源エネルギー庁省エネルギー・新エネルギー部、地球環境局、環境省大臣官房廃棄物・リサイクル対策部循環型社会推進室長等を経て、2011年京都大学経済研究所先端政策分析研究センター教授。
2014年環境省総合環境政策局環境影響評価課長、2016年総合環境政策局環境保健部環境保健企画管理課長、2017年環境省大臣官房環境保健部環境保健企画管理課長。
2018年大臣官房秘書課長、2020年大臣官房審議官、2021年大臣官房サイバーセキュリティ・情報化審議官兼公文書監理官、2022年関東地方環境事務所長、2023年大臣官房政策立案総括審議官、2024年大臣官房地域脱炭素推進審議官、2025年7月1日、水・大気環境局長。